# Изогона
Изогона (грч. isos - једнак и грч. gonia - угао) је линија која на географској карти спаја тачке са истим износом угла неке физичке величине (магнетна деклинација, правац ветра и сл).